# North Saint Vrain Creek
La North Saint Vrain Creek est un cours d'eau américain qui s'écoule dans le comté de Boulder, au Colorado. Ce ruisseau qui prend naissance dans les montagnes Rocheuses près de la Continental Divide forme les chutes Copeland avant de quitter le parc national de Rocky Mountain et de se jeter dans la Saint Vrain Creek, qui fait partie du système hydrologique du Mississippi, dans la ville de Lyons.
Dans le parc national, on peut remonter le cours de la North Saint Vrain Creek en suivant le Wild Basin Trail.